# Bűnüldöző
A Bűnüldöző egy a DC comics képregény kiadó által kitalált pozitív karakter. Amerikában először 1987-ben tűnt fel az Adventures of Superman #428-as számában, Magyarországon pedig 1993-ban a Superman & Batman képregénysorozatban

## Életrajz
Metropolis hirhedt Öngyilkosnegyedének utcáin nőtt fel. Bokszbajnok, a Metropolisi egyetemen ösztöndíjasként végzett, majd középiskolai tanár lett a nyomornegyedben. 
Egy bérházban tűz ütött ki, mikor Delgado a lángokba vetette magát, hogy megmentse a bent ragadt gyerekeket és Lois Lane-t. Itt megismerkedik Lois-al és később Josét és Loist romantikus szálak is fűzik majd egymához, de az eset után Delgado eltűnik egy kis időre. Később Lex Luthor utáni nyomozása során vette fel a Bűnüldöző álnevet. Supermannel is harcolt Lex Luthor ellen, így lett végérvényesen is szuperhős.
Egy harc során gerinctöréssel kórházba kerül és mire felépül, elveszti tanári állását és szerelmét, Lois-t. Elkeseredésében elvállal egy testőri állást, aminek végetérte óta munkanélküli.

### Extra információ
Magassága: 175 cm
Súlya: 77 kg
Szeme színe: barna
Haja színe: fekete